# Soto (plat)
Pour les articles homonymes, voir Soto.
Dans la cuisine indonésienne, le soto, sroto, tauto, ou coto, est une soupe traditionnelle à base de bouillon, de viande et de légumes. Les nombreuses soupes traditionnelles du pays sont dénommées soto, tandis que les soupes d'influences étrangères et occidentales sont appelées sop.
Le soto est parfois considéré comme un « plat national », étant servi de Sumatra jusqu'en Papouasie, avec de nombreuses variantes. Ce plat est aussi omniprésent en Indonésie, vendu dans la rue jusqu'aux grands hôtels.
Introduit au Suriname par les migrants javanais, le soto est devenu également un plat typique, où il est appelé saoto.

## Origine
Bien que solidement ancré dans tout l'archipel indonésien, certains historiens suggèrent que ce plat fut probablement influencé par la cuisine chinoise. À Java, il est appelé soto, tandis qu'à Pekalongan on l'appelle tauto (Soto tauco qui réfère au soja fermenté utilisé dans la soupe), et coto à Makassar. Il s'avère en tout cas que ce plat, comme beaucoup dans la cuisine indonésienne et malaise, est un mélange de cultures locales, chinoises et indiennes, comme l'atteste la présence de bihun (vermicelle de riz) pour l'influence chinoise, ou l'emploi du curcuma pour l'influence indienne.
Cette soupe s'est diffusée dans tout l'archipel, chacune de ses provinces a développé sa propre recette en s'appuyant sur des ingrédients locaux. En résulte une riche variété de soto dans toute l'Indonésie.

## Variétés

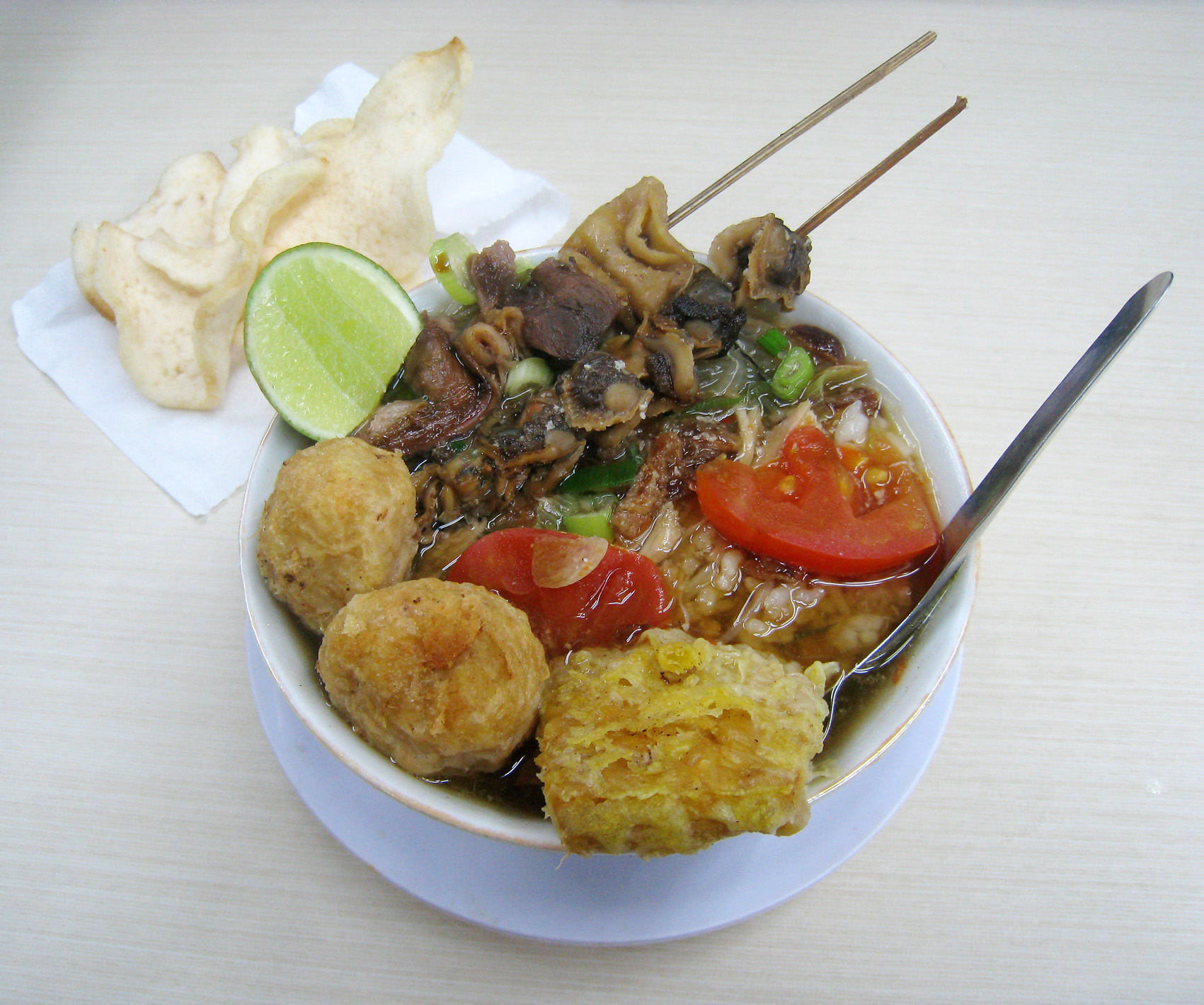
Soto Bangkong de Semarang, soupe de poulet avec coques, brochettes de tripes, tempeh frit et boulettes de viande.

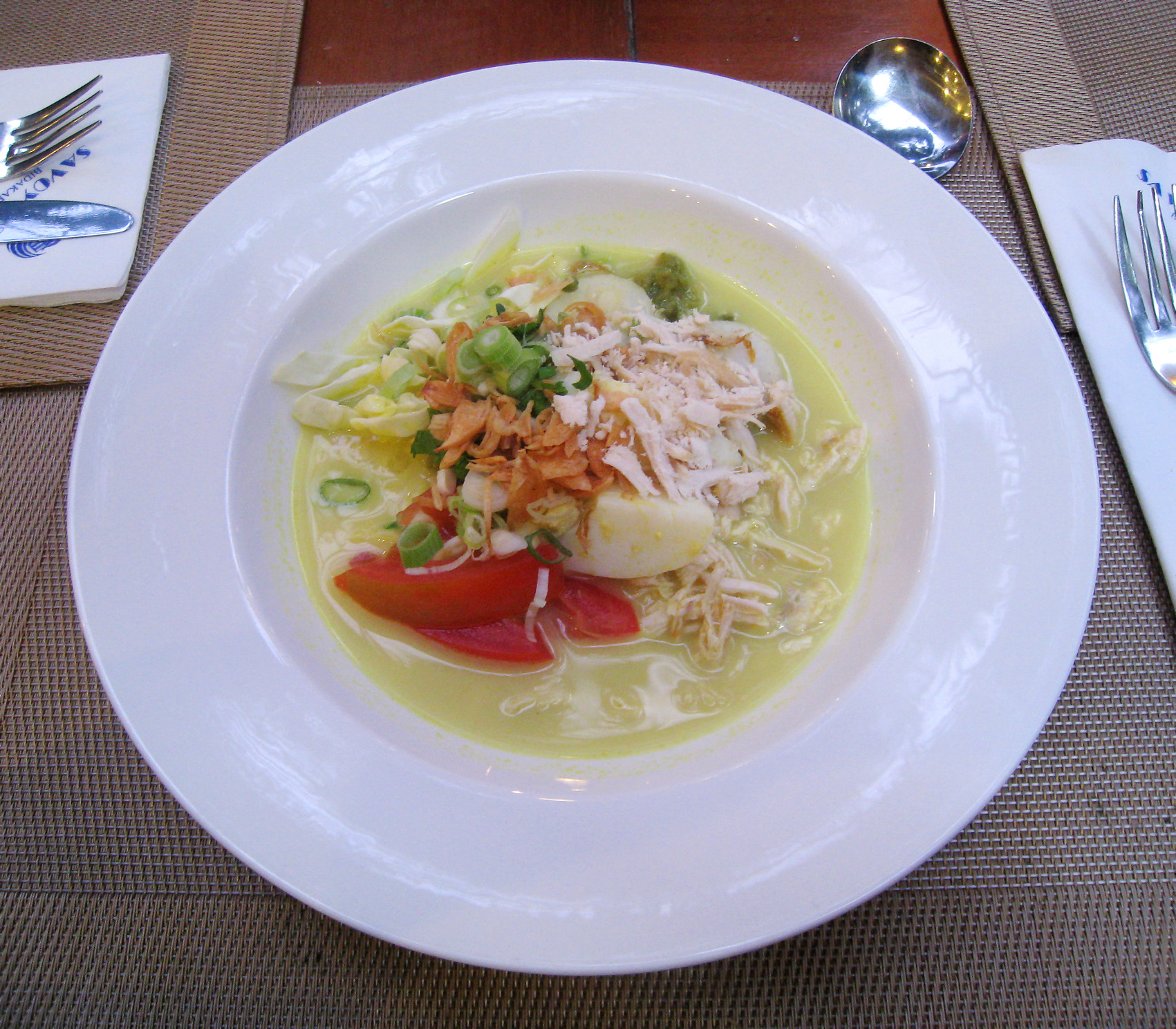
Soto ayam servi en petit déjeuner au Savoy Homann Bidakara Hotel (Bandung).

Certains soto sont nommés d'après leur lieu d'origine ou de création :
- soto Ambon, à base de bouillon et poulet, aromatisé et coloré avec du curcuma, du gingembre, du galanga, de l'ail, de la citronnelle et des épices. Accompagnée de riz, la soupe est garnie de pousses de soja, de morceaux de poulet, de vermicelles, de feuilles de céleri, de bawang goreng, de pommes de terre frites, de kecap manis, de sauce piquante et d'une petite croquette de pomme de terre ;
- soto Bandung, à base de bœuf et de morceaux de daikon ;
- soto Banjar, épicé avec de l'anis étoilé, des clous de girofle, de cannelle de Chine, de citronnelle et d'un sambal piquant et amer, accompagné de gâteaux de pommes de terre ;
- soto Banyumas, sroto Banyumas ou sroto Sokaraja, original par son sambal d'arachide, généralement mangé avec du ketupat
- soto Betawi, à base de bœuf ou d'abats de bœuf, cuit dans un bouillon de lait de vache ou de lait de coco, avec des patates frites et de la tomate ;
- soto Kediri, poulet et lait de coco ;
- soto Kudus, fait avec de la viande de buffle d'eau ;
- soto Lamongan, un plat de rue populaire, variante du soto Madura ;
- soto Madura ou soto Sulung/soto Ambengan, à base de poulet, de bœuf ou d'abats, dans un bouillon jaune clair ;
- soto Makassar ou coto Makassar, à base de bœuf et d'abats bouillis dans l'eau ayant servi à laver le riz et d'arachides grillées ;
- soto Medan, soupe de poulet, de porc, de bœuf ou de tripes, avec du lait de coco, et servie avec une croquette de pomme de terre. Les pièces de viande sont grillées avant d'être servies ;
- soto Padang, bouillon de bœuf, avec des morceaux de bœuf grillé, des bihun (vermicelles de riz), et de la pomme de terre écrasée et frite ;
- soto Pekalongan (ou tauto Pekalongan), épicé avec du tauco (pâte de soja fermentée) ;
- soto Semarang, au poulet épicé avec de la noix de Bancoule, mélangé avec du riz, croquette de pomme de terre, sate kerang (brochette de coques) ou tripes et œuf de caille. Le soto Semarang est aussi connu sous le nom de soto Bangkong, du nom d'un carrefour de Semarang ;
- soto Tegal ou sauto Tegal, quasi identique au soto Pekalongan, épicé au tauco.

D'autres soto sont nommés d'après leur ingrédient principal :
- soto ayam, à base de poulet dans un bouillon jaune et épicé, avec des lontong, nasi empat, ketupat (riz compressé et cuit dans une feuille), ou bien des vermicelles. On retrouve ce plat en Indonésie, en Malaisie ou à Singapour ;
- soto babat, soupe de tripes de bœuf ou de chèvre, servie dans un lait de coco jaune et épicé, avec des vermicelles, de la pomme de terre, des légumes et du riz. Présent dans toute l'Indonésie ;
- soto kaki (littéralement « soto de pied »), à base de tendons et de cartilage de pied de bœuf, servi dans une soupe de lait de coco jaune et épicé, avec des vermicelles, des pommes de terre, des légumes, des krupuk, accompagné de riz. C'est un plat betawi que l'on trouve à Jakarta ;
- soto tangkar, également une spécialité betawi, à base de côtes et de poitrine de bœuf, cuites dans une soupe de lait de coco épicée avec du curcuma, de l'ail, des échalotes, du piment, du poivre, du galanga, de la noix de Bancoule, du cumin, de la coriandre et du combava[4] ;
- soto mie (appelé mee soto à Singapour et en Malaisie), bouillon jaune épicé de bœuf ou de poulet avec des nouilles, que l'on retrouve dans tout l'archipel ainsi qu'en Malaisie et à Singapour. Bogor, en Indonésie, est réputée pour son soto mi à base de bouillon de bœuf, avec du kikil (cartilage de bœuf), des nouilles et des tranches de rouleaux de printemps ;
- soto babi est un soto de porc de la majorité hindoue de Bali[5].

## Accompagnements

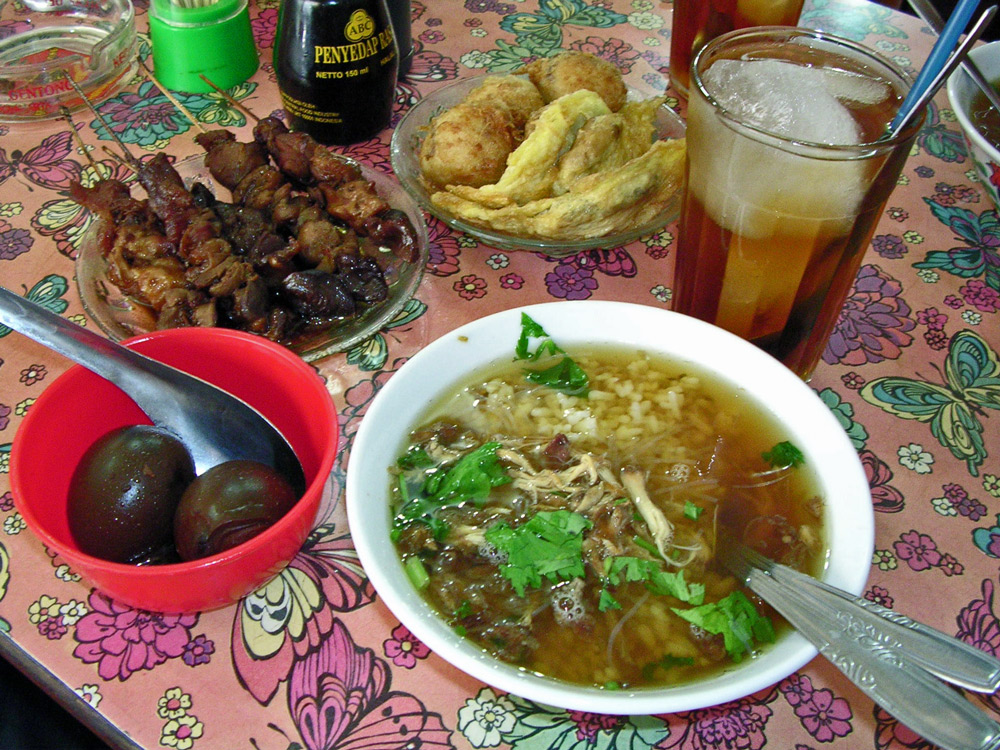
Soto ayam avec des œufs et des brochettes de tripes.

Les accompagnements suivants sont très souvent servis avec un soto :
- œufs de poule ou de caille ;
- brochettes de coques, sate kerang ;
- brochettes de tripes, sate babat ;
- brochettes d'abattis de poulet (tripes, gésiers et foie), sate ati ampela dan usus ;
- gésiers de poulet frits ;
- krupuk, chips de crevette, parfois écrasées et mélangées avec de l'ail frit ;
- emping, chips de graines de gnetum gnemon ;
- tofu frit ou tempeh ;
- croquettes de pomme de terre ;
- sauce piquante, sambal ;
- sauce soja sucrée ;
- échalotes frites, bawang goreng ;
- chair de noix de coco frite et épicée, serundeng ;
- jus de citron vert, éventuellement remplacé par du vinaigre.

## Ingrédients
Les viandes les plus utilisées sont le poulet et le bœuf, mais il existe d'autres possibilités : abats, mouton et buffle d'eau. On ne retrouve le porc que dans la communauté hindoue de Bali, le reste du pays étant majoritairement musulman. La soupe est accompagnée de riz ou de boulettes de riz (lontong, ketupat ou buras).
On retrouve aussi dans les ingrédients des pousses de soja, des vermicelles de riz et la ciboule. Les aromates les plus courants sont l'ail, l'échalote, le curcuma, le galanga, le gingembre, la coriandre, le sel, la noix de Bancoule et le poivre noir.
La couleur, l'épaisseur et la consistance du soto peut varier en fonction des recettes. Le soto peut être un bouillon clair comme le soto bandung ou bien jaunâtre (coloré avec du curcuma), comme celui du soto ayam, ou enfin un riche et épais bouillon de lait de coco, comme dans le soto kaki ou soto betawi.

## Galerie

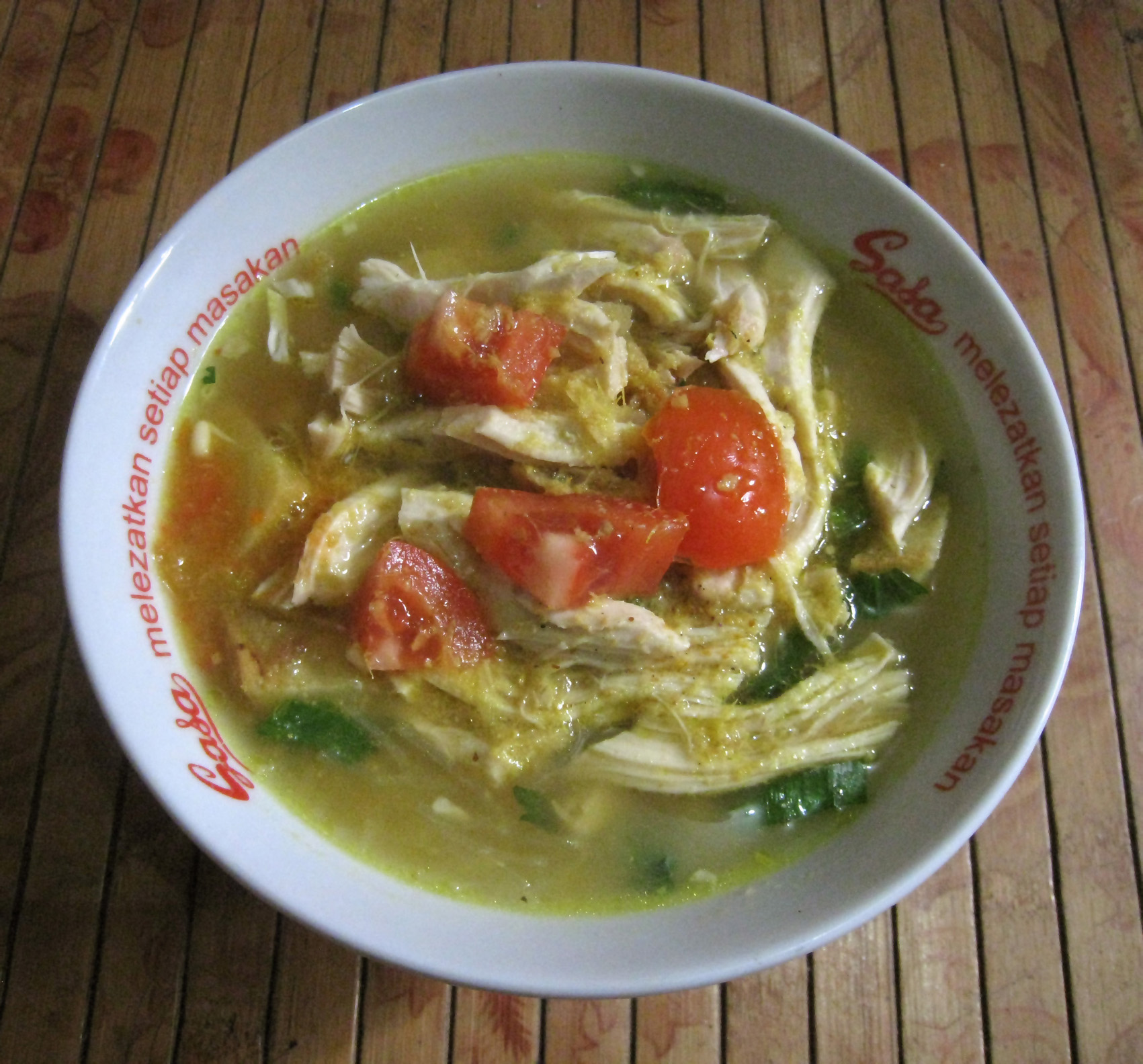
Soto ayam.
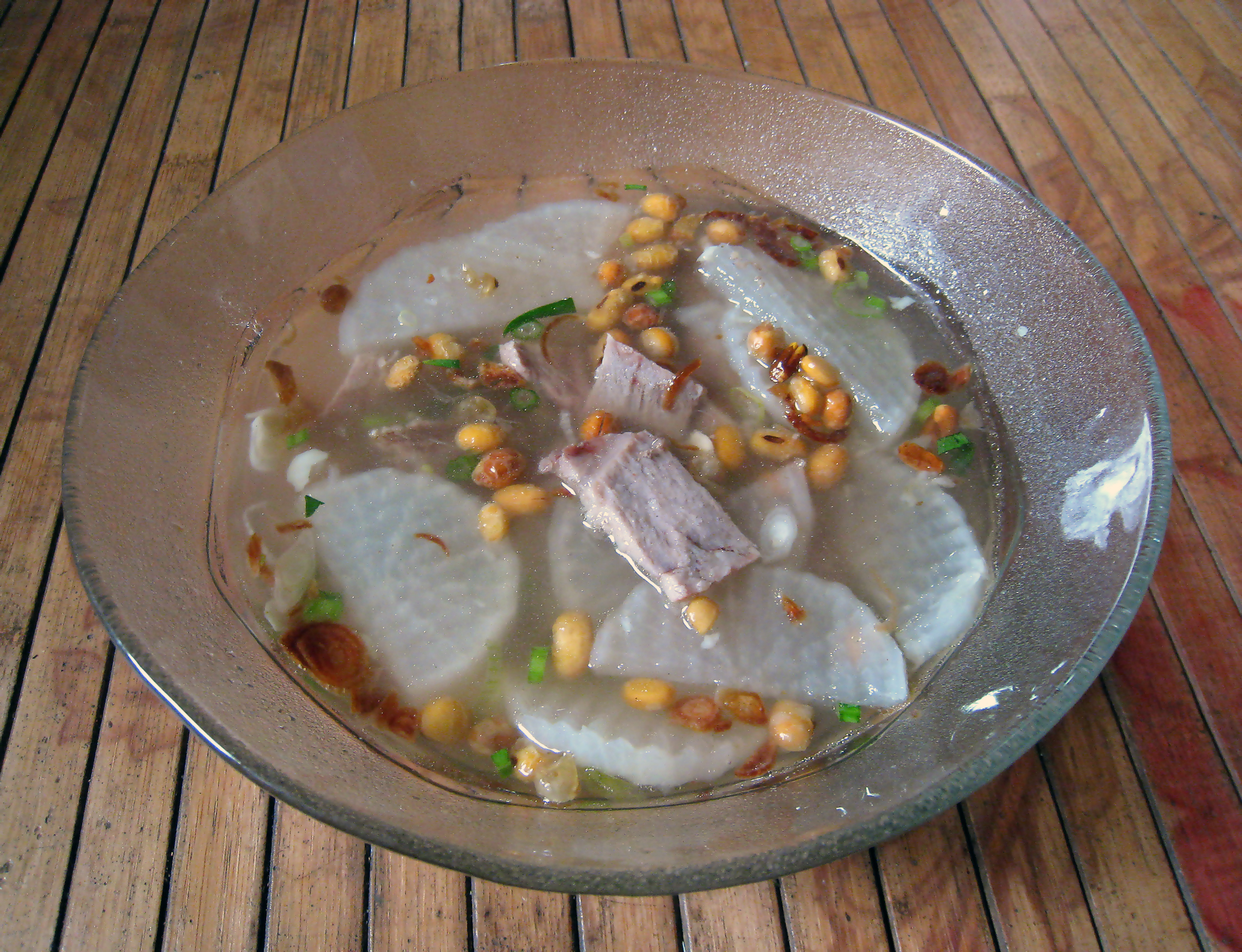
Soto Bandung, bœuf dans un bouillon clair avec du daikon et des fèves de soja.
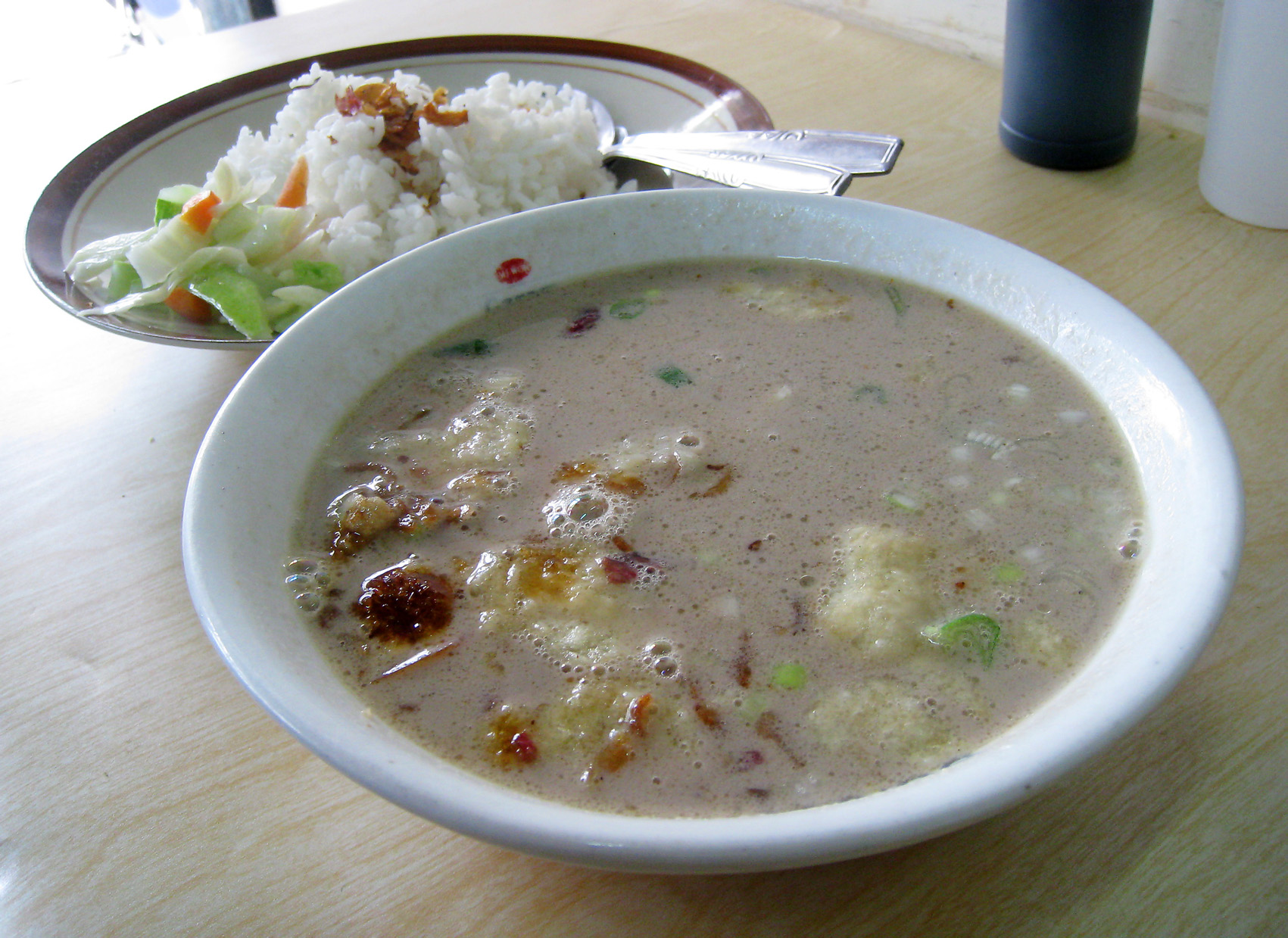
Soto betawi, abats et riz, de Jakarta.
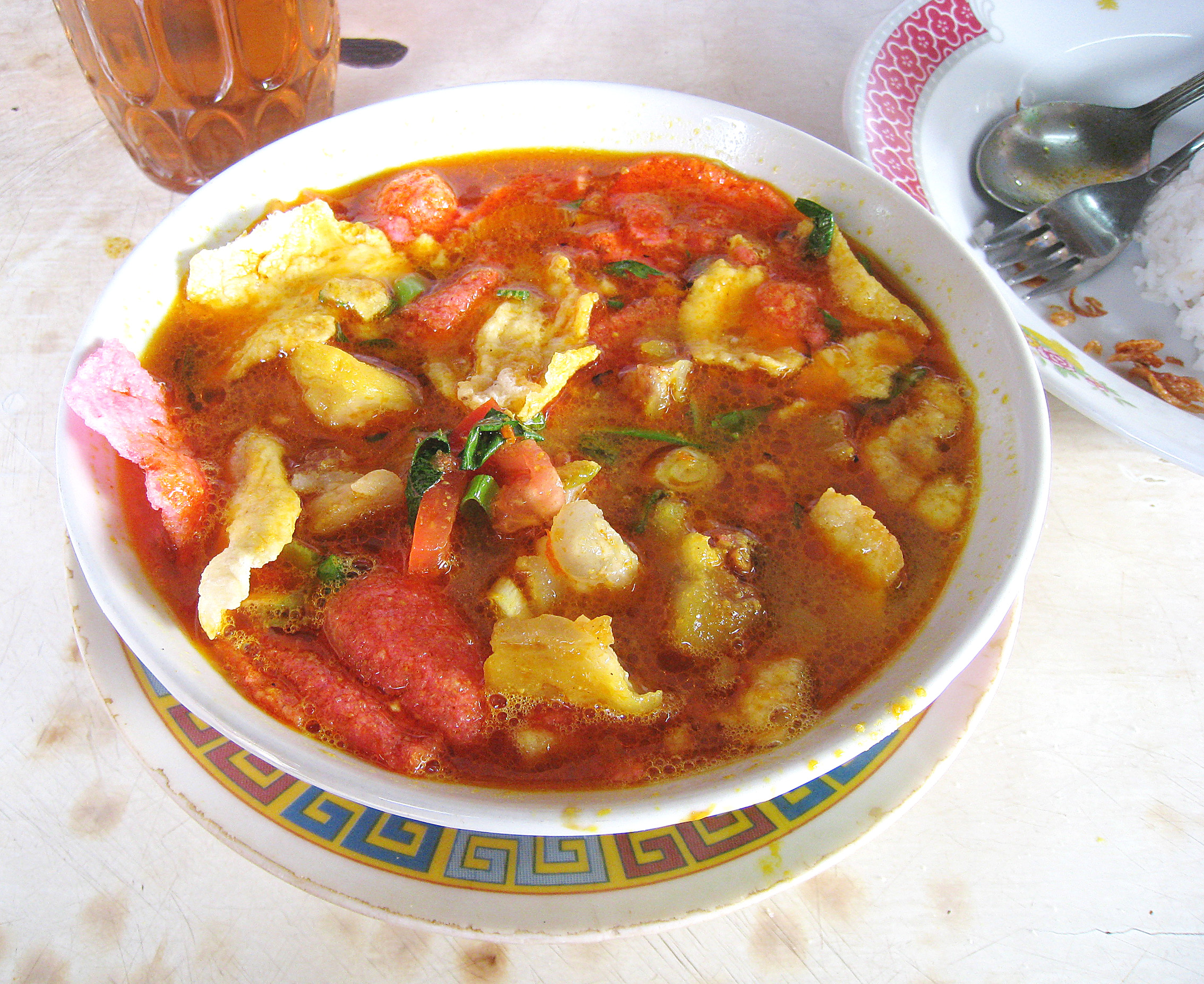
Soto kaki mencos (pieds de bœuf), spécialité betawi.
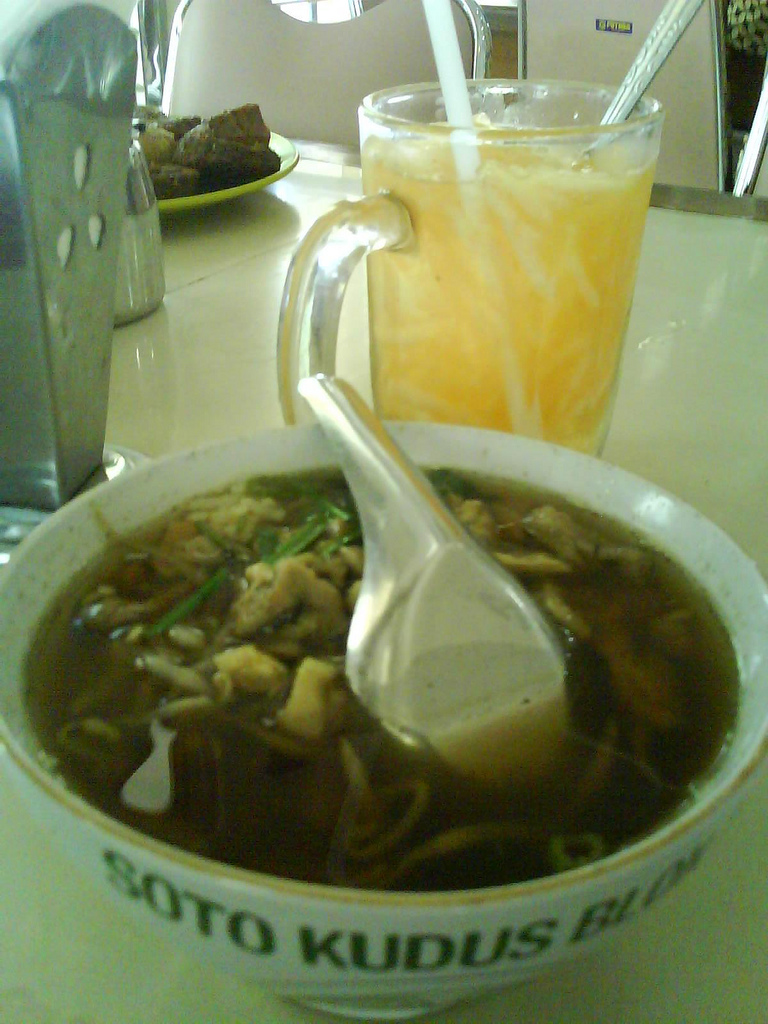
Soto Kudus, type de soto de poulet.
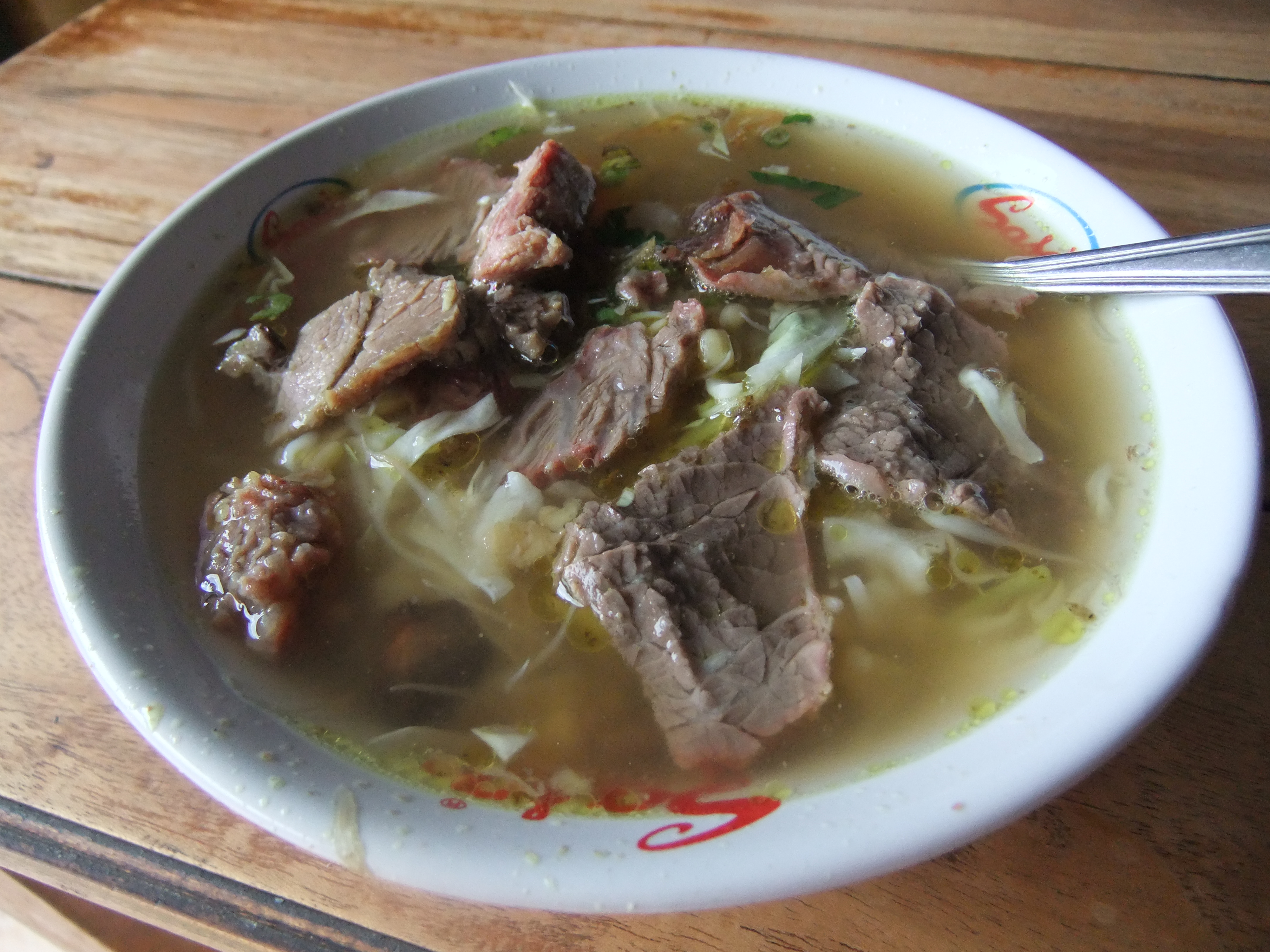
Soto sapi, soto de bœuf de Yogyakarta.
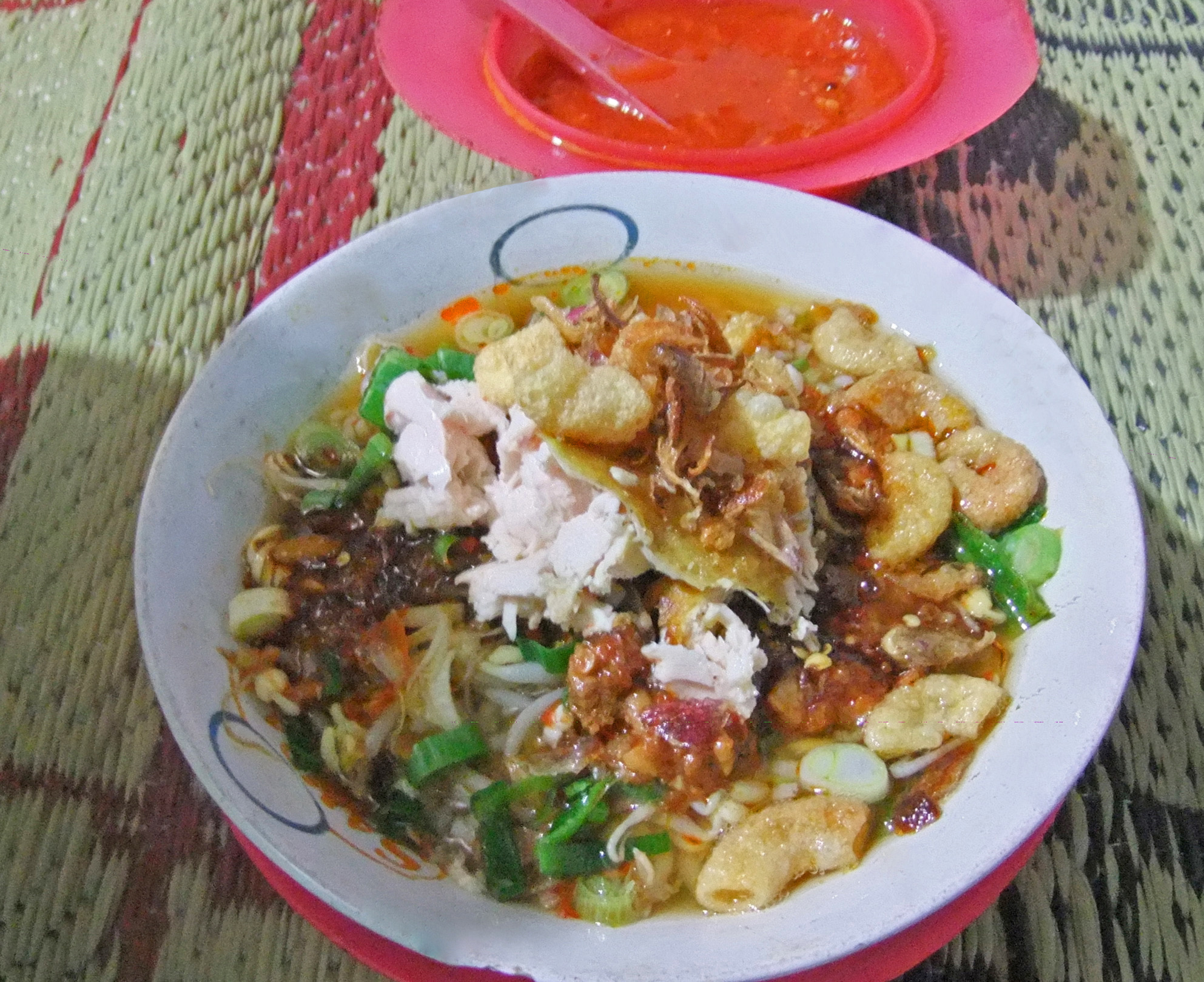
Sauto Tegal, soto de poulet.
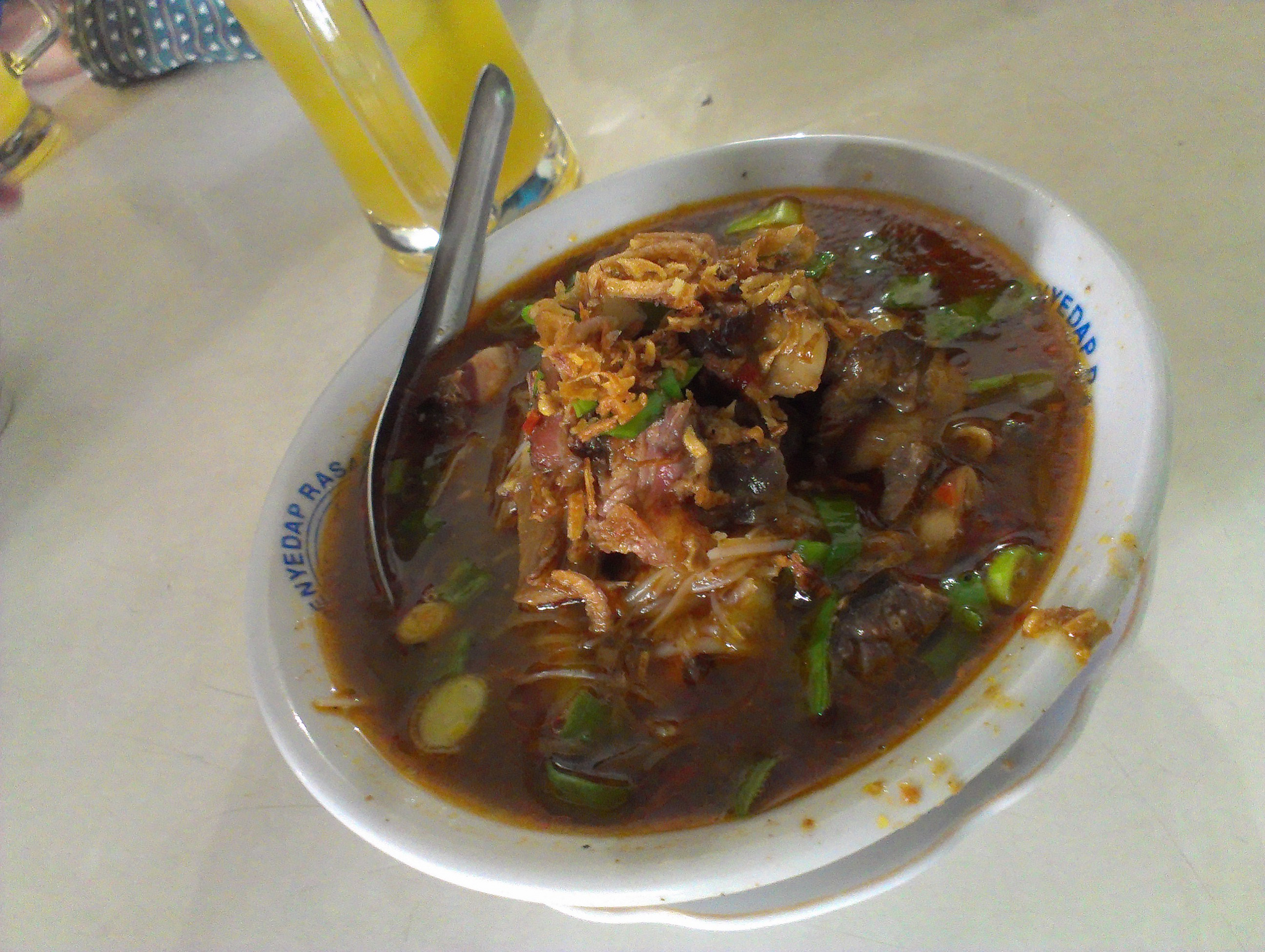
Tauto Pekalongan.
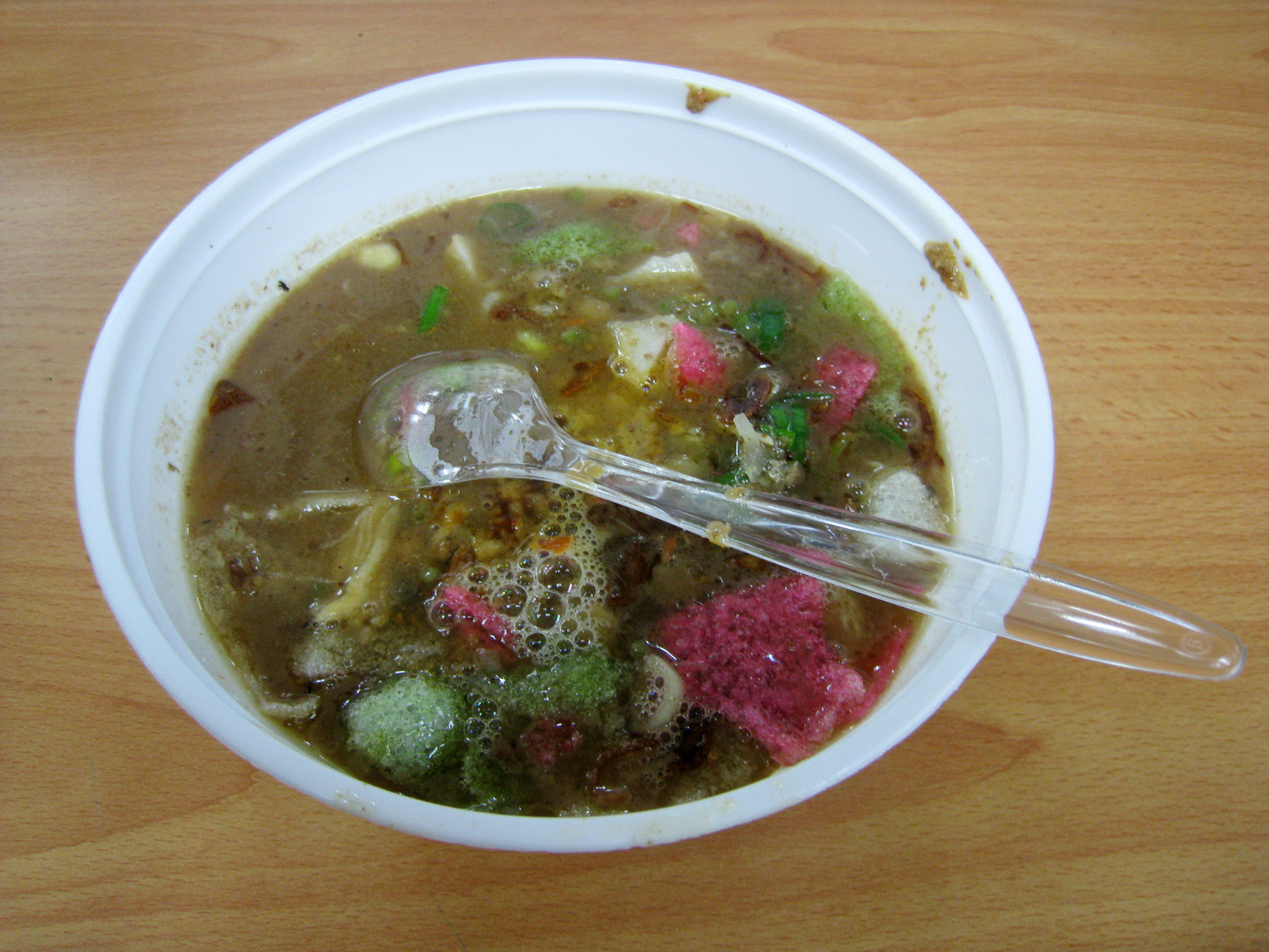
Sroto Sokaraja (Banyumas).
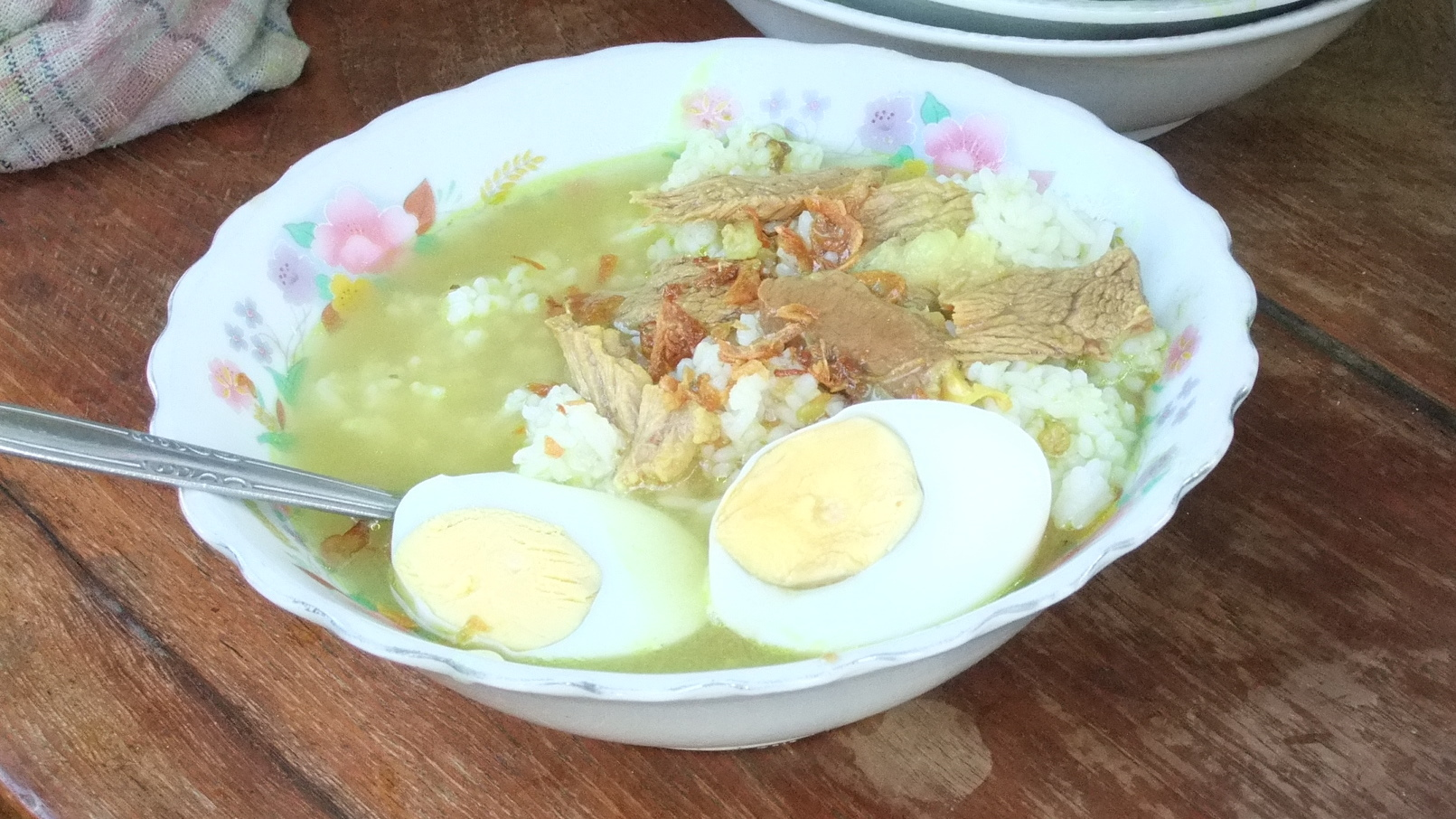
Soto Madura.
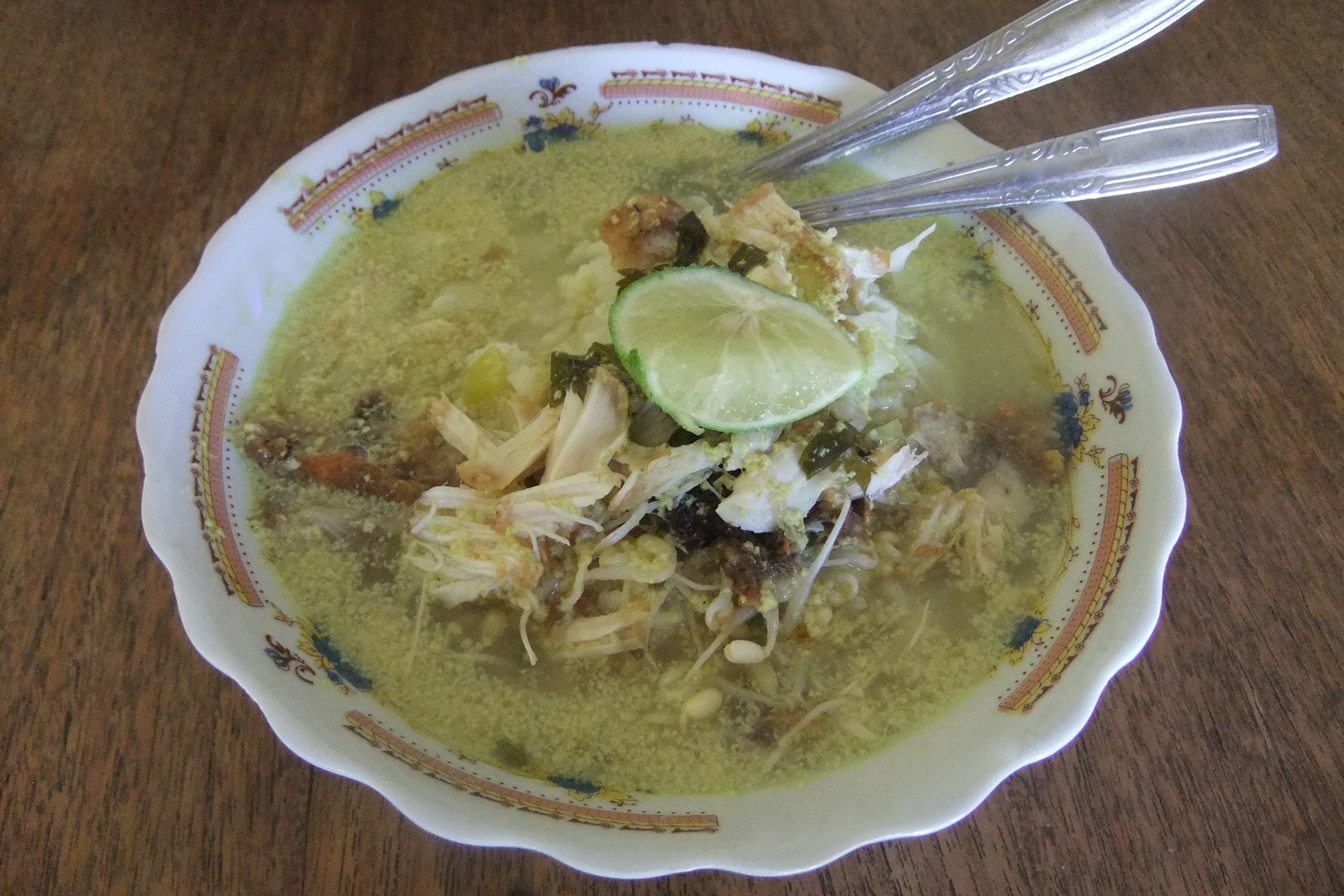
Soto Kediri.
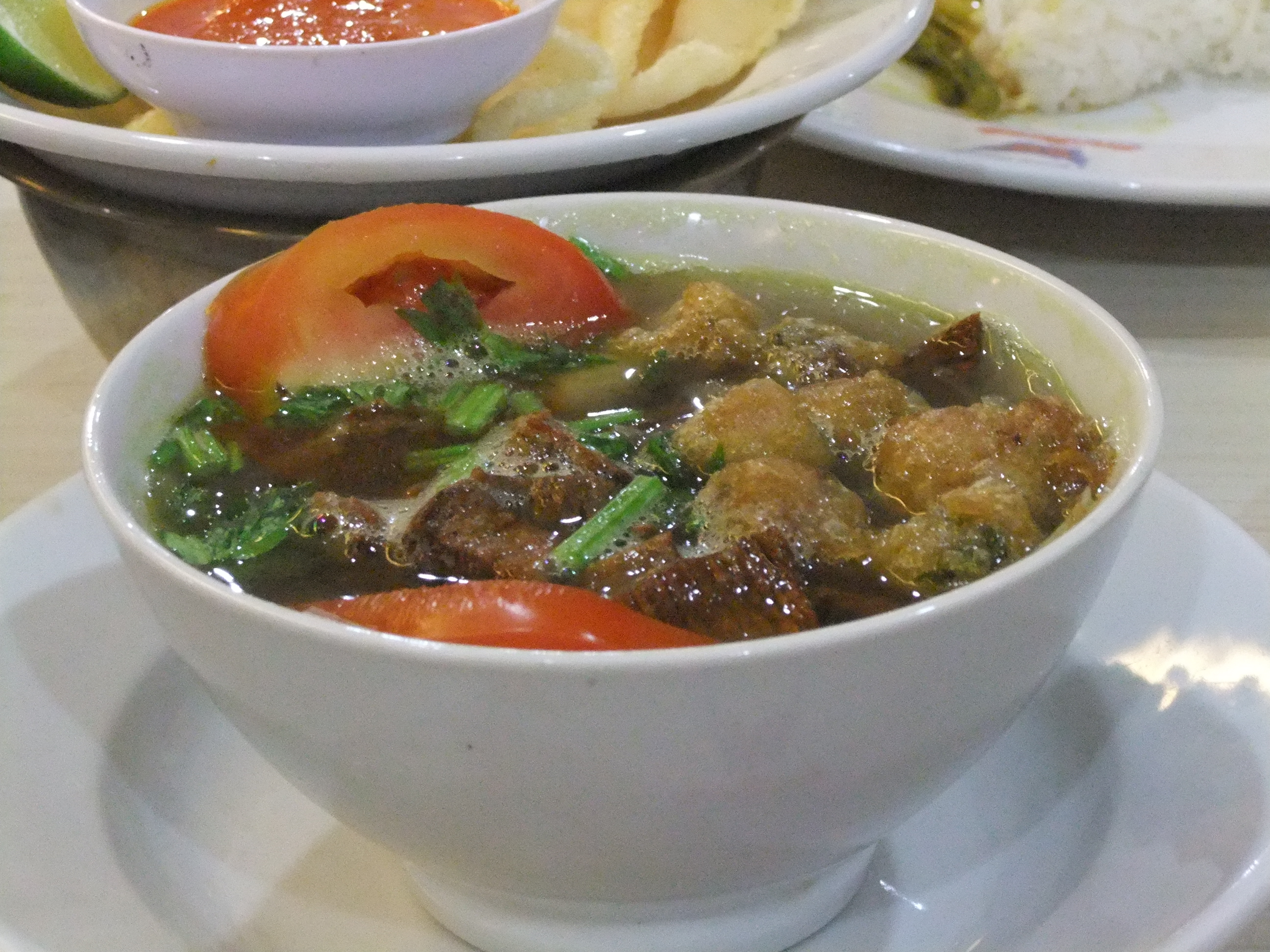
Soto Padang, soto de bœuf.
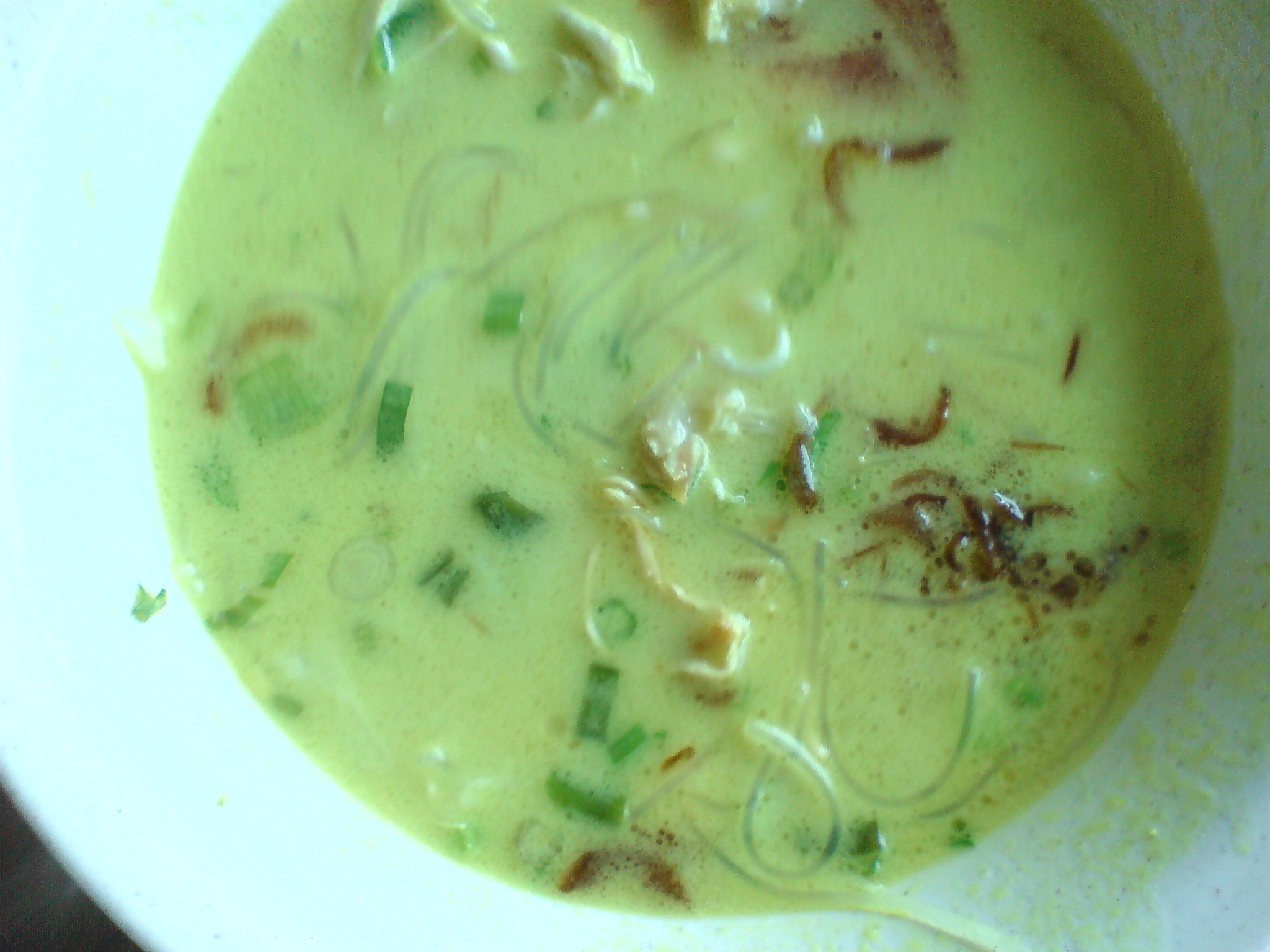
Soto Medan.
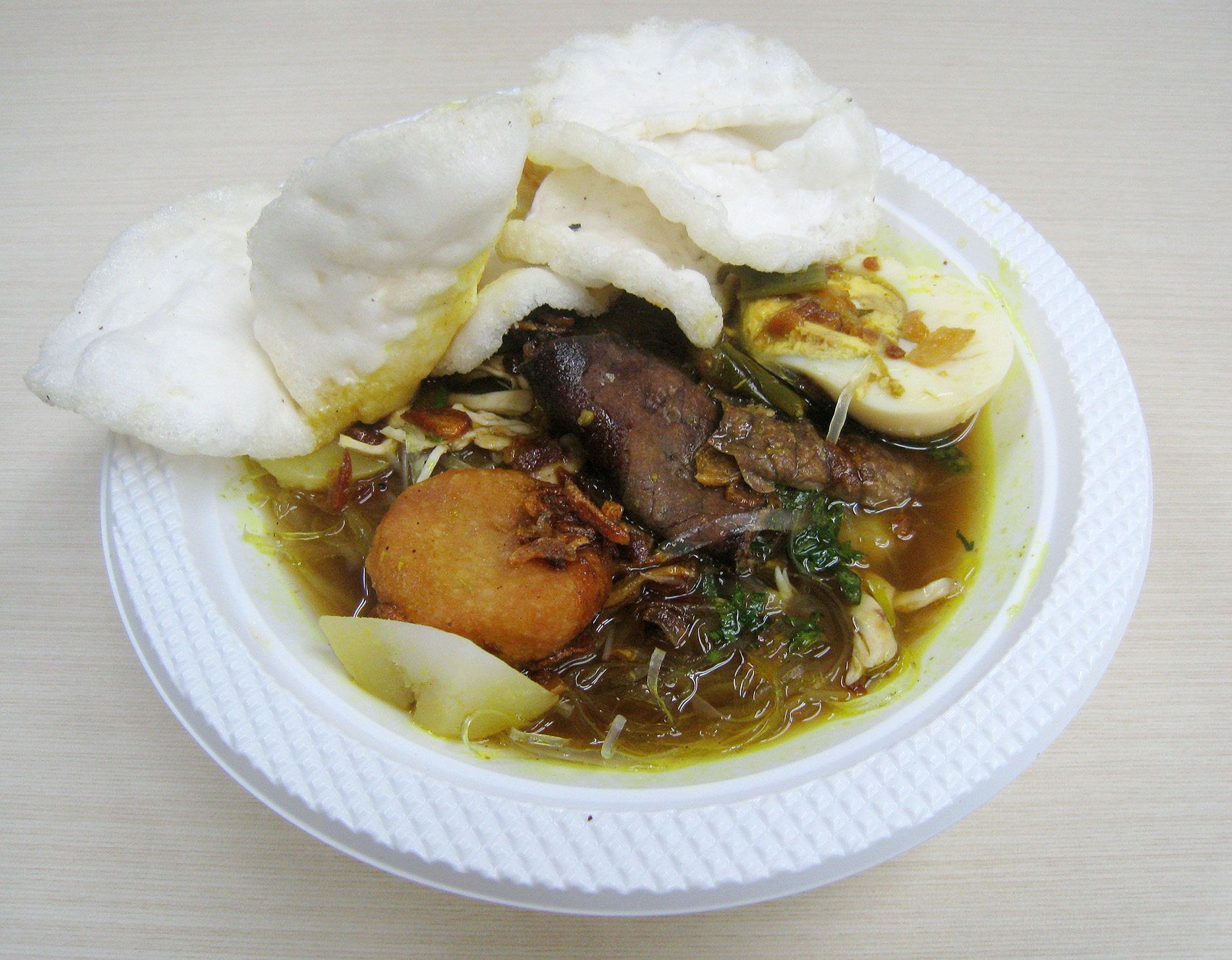
Soto Banjar.
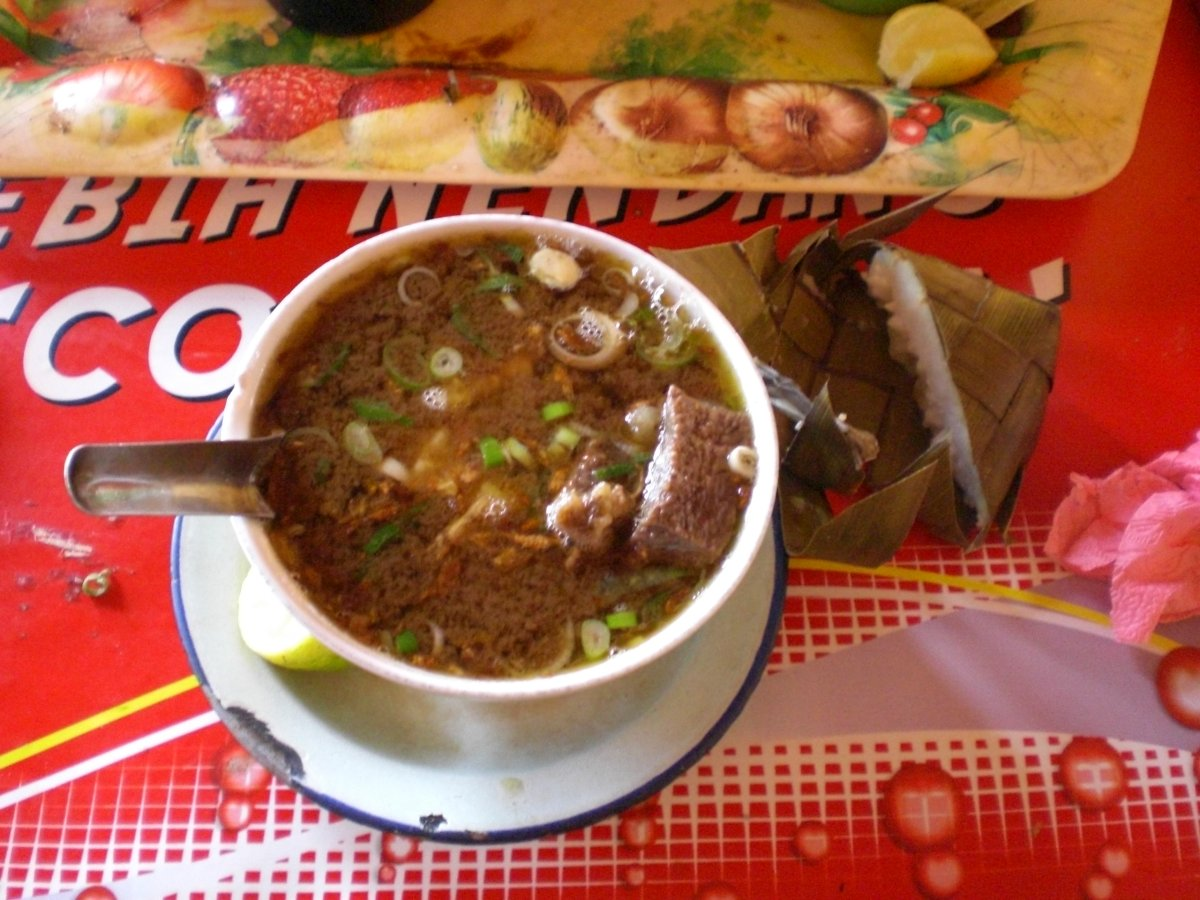
Coto Makassar, soto de bœuf.
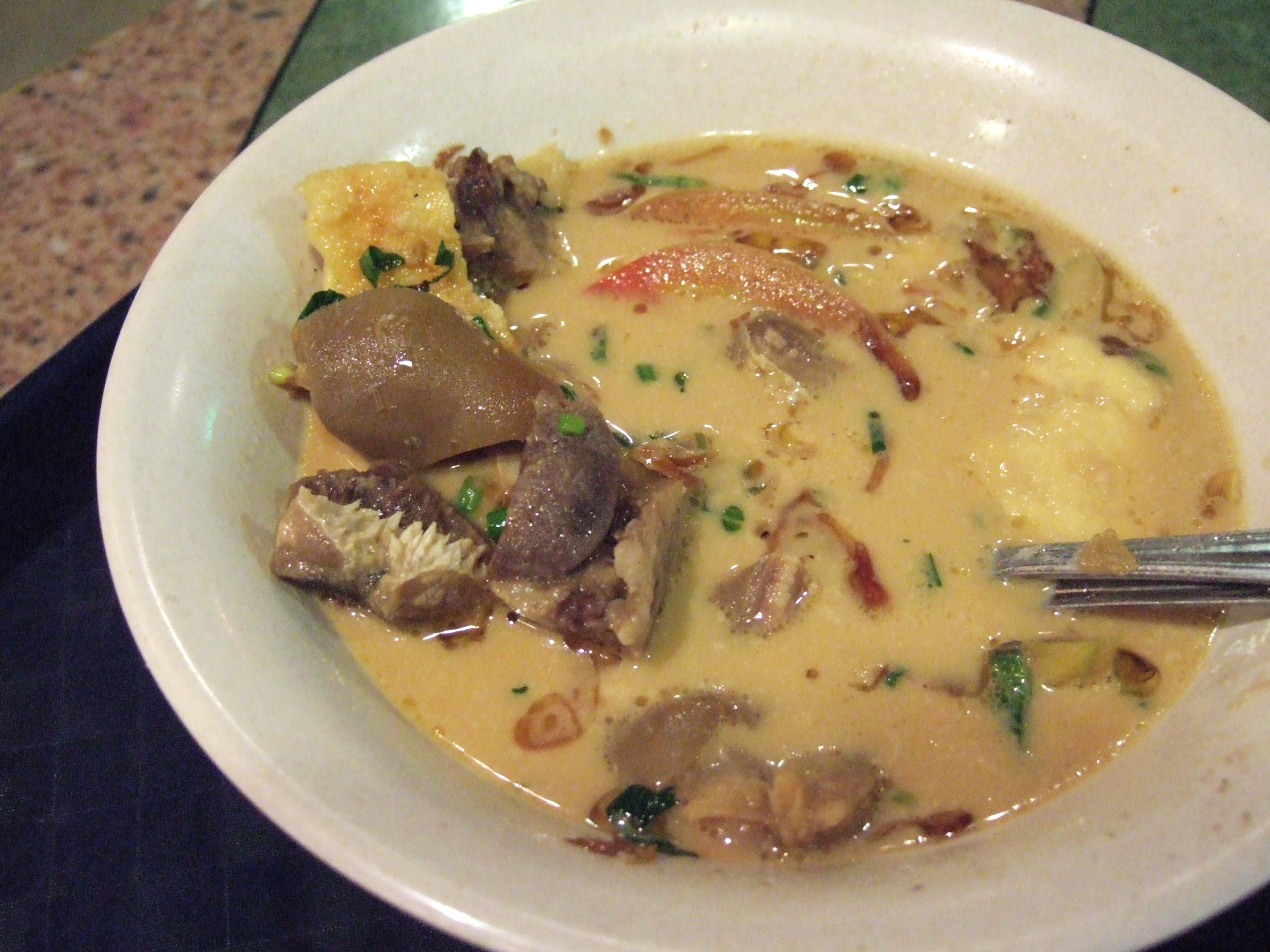
Soto kambing, soto de chèvre.
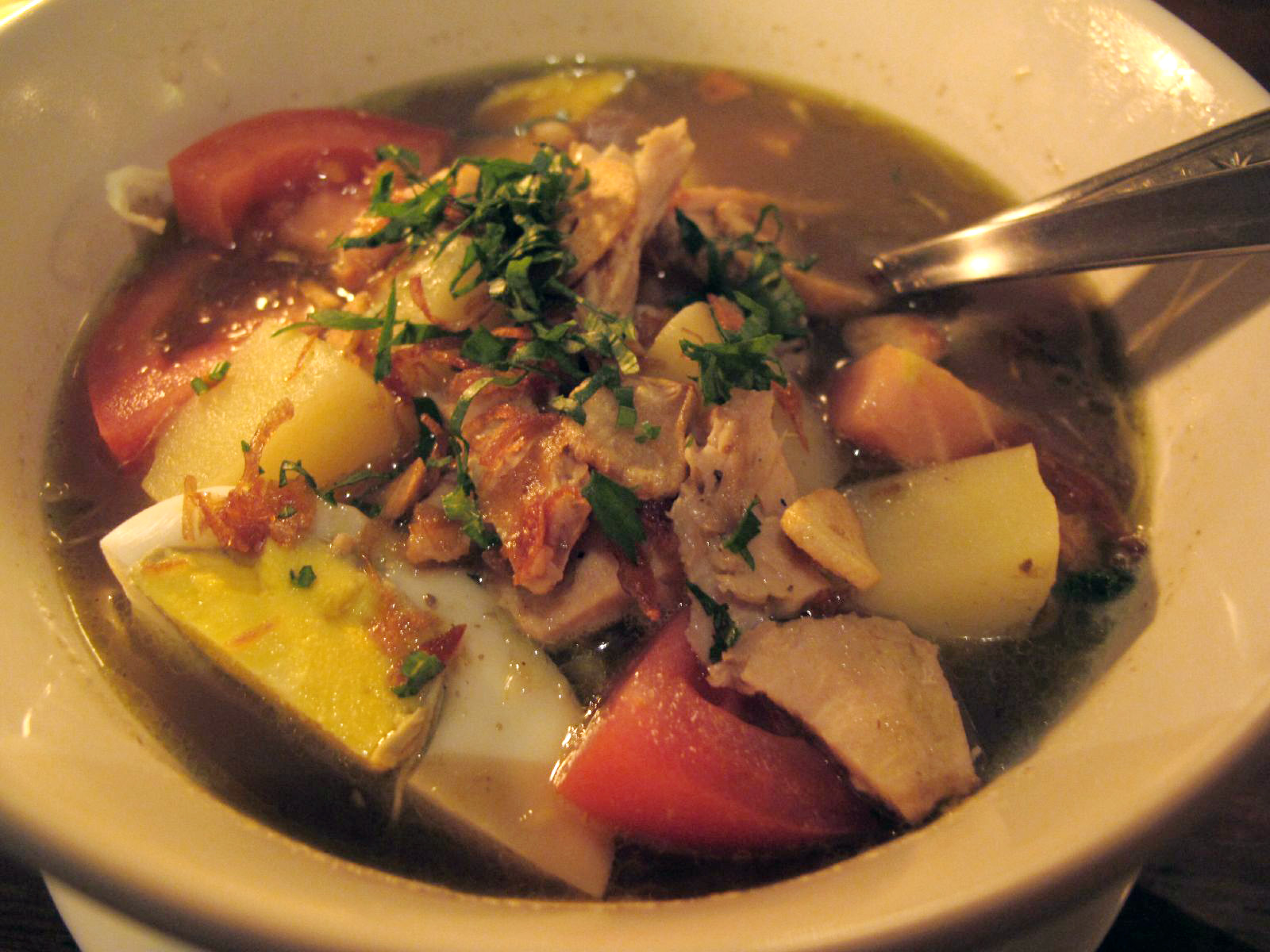
Soto mie, soto avec des nouilles.
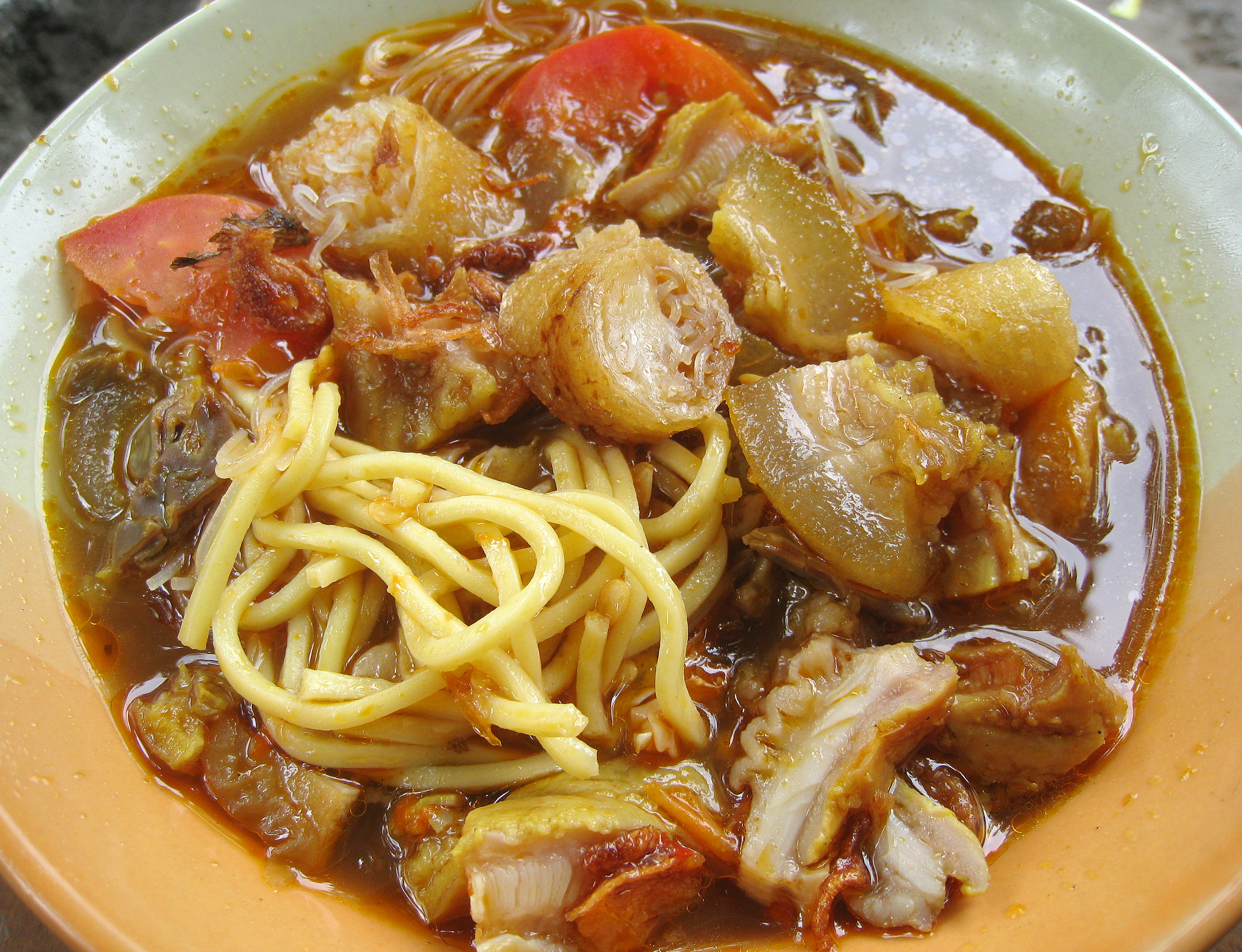
Soto mie Bogor, soupe de nouilles.